# Hàhnids
Els hàhnids (Hahniidae) són una família d'aranyes araneomorfes. Fou descrita per primera vegada per Philipp Bertkau l'any 1878.
Els hàhnids són aranyes petites amb una mida d'uns 2 mm de llargada. Construeixen teranyines en forma de llençol extremadament delicades. El fil de seda utilitzat és tan fi que són difícils de distingir llevat que es cobreixin amb rosada. Sovint es localitzen prop de l'aigua o d'hàbitats amb molsa.
La seva distribució és força extensa. Es troben repartides per Europa, Àfrica, gran part d'Àsia, Amèrica (nord, centre i alguna zona del sud), i algunes zones d'Oceania.

## Sistemàtica
Segons el World Spider Catalog amb data de 28 de febrer de 2019, aquesta família té reconeguts 23 gèneres i 347 espècies. El creixement dels darrers anys és considerable, ja que el 31 d'agost de 2006 hi havia reconeguts 26 gèneres i 235 espècies.
- Alistra Thorell, 1894 – Oceania, Filipines, Sumatra, Sri Lanka
- Amaloxenops Schiapelli & Gerschman, 1958 – Argentina
- Antistea Simon, 1898 – Nord-amèrica, Europa, Rússia
- Asiohahnia Ovtchinnikov, 1992 – Kazakhstan, Kirguizstan
- Austrohahnia Mello-Leitão, 1942 – Argentina
- Chorizomma Simon, 1872 – Espanya, França
- Cicurina Menge, 1871 – Nord-amèrica, Est d'Àsia
- Cybaeolus Simon, 1884 – Xile, Argentina
- Hahnia C. L. Koch, 1841 – Amèrica, Àfrica, Europa, Àsia
- Hahniharmia Wunderlich, 2004 – Europa
- Harmiella Brignoli, 1979 – Brasil
- Iberina Simon, 1881 – Rússia, França
- Intihuatana Lehtinen, 1967 – Argentina
- Kapanga Forster, 1970 – Nova Zelanda
- Lizarba Roth, 1967 – Brasil
- Mastigusa Menge, 1854 – Europa
- Neoantistea Gertsch, 1934 – Canadà fins a Costa Rica, Rússia, Àsia
- Neoaviola Butler, 1929 – Austràlia
- Neohahnia Mello-Leitão, 1917 – Sud-amèrica
- Pacifantistea Marusik, 2011 – Rússia, Japó
- Porioides Forster, 1989 – Nova Zelanda
- Rinawa Forster, 1970 – Nova Zelanda
- Scotospilus Simon, 1886 – Tasmània, Nova Zelanda, Índia

### Fòssils
Segons el World Spider Catalog versió 19.0 (2018), existeixen els següents gèneres fòssils:
- †Cymbiohahnia Wunderlich, 2004
- †Eohahnia Petrunkevitch, 1958
- †Protohahnia Wunderlich, 2004

### Superfamília Dictynoidea
Els hàhnids havien format part dels dictinoïdeus (Dictynoidea), una superfamília formada per sis famílies entre les quals cal destacar pel seu nombre d'espècies els dictínids (562) i els anifènids (508).
Les aranyes, tradicionalment, havien estat classificades en famílies que van ser agrupades en superfamílies. Quan es van aplicar anàlisis més rigorosos, com la cladística, es va fer evident que la major part de les principals agrupacions utilitzades durant el segle XX no eren compatibles amb les noves dades. Actualment, els llistats d'aranyes, com ara el World Spider Catalog, ja ignoren la classificació de superfamílies.